# エストリル・サーキット
シルクイート・ド・エストリル（葡: Circuito do Estoril, エストリル・サーキット）はポルトガルのエストリルにあるサーキット。かつては四輪のF1ポルトガルGPや二輪のWGPポルトガルGPが行われていた。

## 概要
1972年に完成した後は、F2レースなどが行われてきたが、1984年よりF1が開催されることとなり、以後1996年まで13年連続で開催された。その間には温暖な気候もあり、シーズンオフなどにF1マシンのテストコースとしても利用されてきた。
しかし全体的にランオフエリアが狭い上、ホームストレートも非常に狭く、ピットの入り口が急カーブになっている事から大きい事故が多発した。1990年にはアレックス・カフィの事故により10周を残して赤旗終了。1992年にはピットロードに入るために急減速したゲルハルト・ベルガーにリカルド・パトレーゼが追突。パトレーゼのマシンがあわやホームストレート上の看板に激突しかける大事故となった。1995年にはスタート直後に片山右京のマシンが宙を舞い、狭いホームストレートをマシンが転がり回る事故が発生するなど、重大事故が多く発生した。1994年以降のサーキットの安全基準強化の流れもあり、1997年に主にコースの整備や安全面等に問題があるとの理由でF1カレンダーから外れることとなった。
2000年にコースの一部が改修され、全長が現在の4.16kmになった（それ以前の全長は4.36kmだった)。
ロードレース世界選手権（MotoGP）は2000年から2012年までポルトガルGPが開催された。
2020年にF1とMotoGPのポルトガルGPが復活したが、いずれも開催地はポルティマオに変わった。

## レイアウト
ホームストレートの長さは986m。ストレートエンドの1コーナーと2コーナーは以前は豪快な高速コーナーだったが、安全面から通過速度を落とすように変更された。3コーナーのヘアピンを過ぎると、4コーナーのヘアピンにかけて上り坂になる。
4コーナーを立ち上がると一気に加速し、高速5コーナーを経てミドルストレートへ。6コーナーのヘアピン進入はパッシングポイントとなる。また、立ち上がりを重視すれば、7コーナーでもポジションアップを狙うことができる。
7コーナー先は中速コーナーだったが、ガードレールがコースに近く危険なため、1994年から上り坂のタイトなシケインに変更された。最終コーナーの「パラボリカ」は長い180度ターンで、ホームストレートに向けての加速が重要となる。1996年のポルトガルGPでは、ジャック・ヴィルヌーヴがミハエル・シューマッハをアウト側からかわす大胆なオーバーテイクを成功させた。
なお、「パラボリカ」は、1994年のポルトガルGPからコーナー内側に同年のサンマリノGPで他界したアイルトン・セナの慰霊碑が建てられ、名称も「パラボリカ・アイルトン・セナ」となった。
サーキットが海の近くに位置するため、走行中に風の影響を受けやすい。

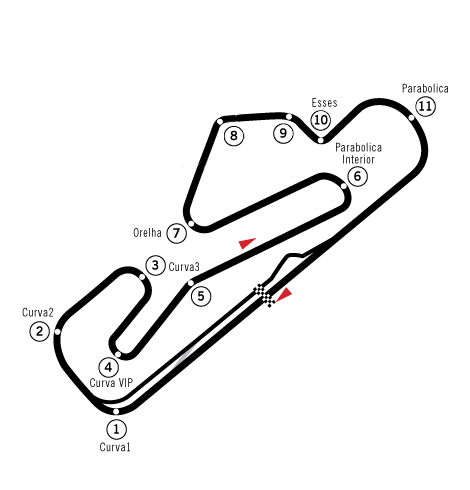
1972 - 1993年
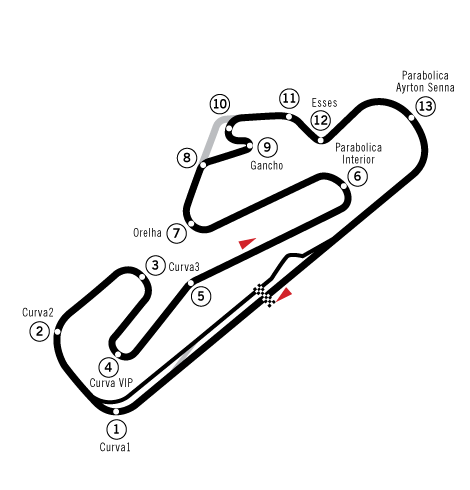
1994 - 1999年

## エストリルでのF1グランプリの結果
| 年   | 決勝日   | ラウンド | グランプリ | 勝者                   | 所属チーム                |
| ---- | -------- | -------- | ---------- | ---------------------- | ------------------------- |
| 1984 | 10月21日 | 16       | ポルトガル | アラン・プロスト       | マクラーレン・TAGポルシェ |
| 1985 | 4月21日  | 2        | ポルトガル | アイルトン・セナ       | ロータス・ルノー          |
| 1986 | 9月21日  | 14       | ポルトガル | ナイジェル・マンセル   | ウィリアムズ・ホンダ      |
| 1987 | 9月20日  | 12       | ポルトガル | アラン・プロスト       | マクラーレン・TAGポルシェ |
| 1988 | 9月25日  | 13       | ポルトガル | アラン・プロスト       | マクラーレン・ホンダ      |
| 1989 | 9月24日  | 13       | ポルトガル | ゲルハルト・ベルガー   | フェラーリ                |
| 1990 | 9月23日  | 13       | ポルトガル | ナイジェル・マンセル   | フェラーリ                |
| 1991 | 9月22日  | 13       | ポルトガル | リカルド・パトレーゼ   | ウィリアムズ・ルノー      |
| 1992 | 9月27日  | 14       | ポルトガル | ナイジェル・マンセル   | ウィリアムズ・ルノー      |
| 1993 | 9月26日  | 14       | ポルトガル | ミハエル・シューマッハ | ベネトン・フォード        |
| 1994 | 9月25日  | 13       | ポルトガル | デイモン・ヒル         | ウィリアムズ・ルノー      |
| 1995 | 9月24日  | 13       | ポルトガル | デビッド・クルサード   | ウィリアムズ・ルノー      |
| 1996 | 9月22日  | 15       | ポルトガル | ジャック・ヴィルヌーヴ | ウィリアムズ・ルノー      |